# Євродолар
Євродо́лари — кошти у доларах США розміщені на депозиті у банку поза межами Сполучениних Штатів. Форма євровалюти.
Є тимчасово вільними грошовими засобами, розміщеними фізичними і юридичними особами з різних країн — у банках за межами США, переважно в європейських. Євродолар не є готівкою, це банківські безготівкові грошові ресурси, котрі застосовуються при міжнародних розрахункових операціях на світовому ринку капіталів. Це зумовлене тим, що долар, як одна з найбільш стабільних грошових одиниць, застосовується як світова валюта.